# Русские в Нью-Йорке

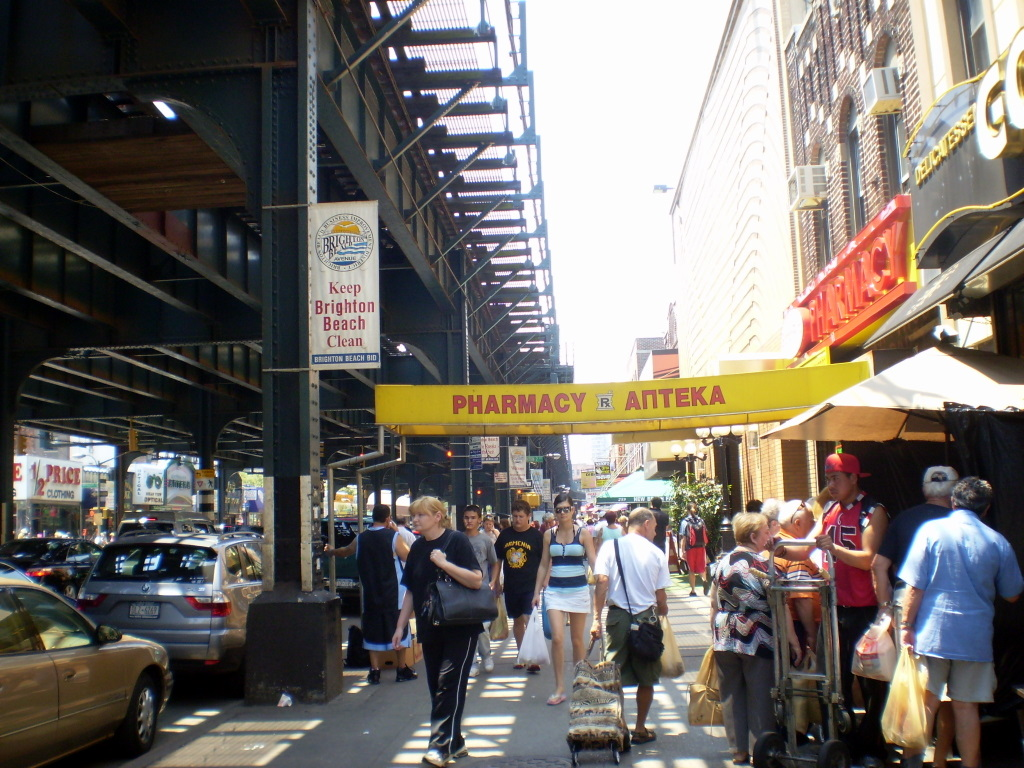
«Маленькая Россия» в Брайтон-Бич, Бруклин

Нью-Йорк является домом для крупнейшей русскоязычной диаспоры в Западном полушарии. Крупнейшие русскоязычные общины города Нью-Йорка расположены в районах Брайтон-Бич и Шипсхед-Бэй в Бруклине. Брайтон Бич даже получил название Маленькая Одесса из-за крупной русскоязычной диаспоры из Украины и России.

## История
Первые русские иммигранты прибыли в город Нью-Йорк в начале XIX века. Помимо этого различают четыре крупные волны российской иммиграции в Штаты, в том числе в город Нью-Йорк.
Первая крупная волна иммиграции из России пришлась на время гражданской войны в России 1917—1922 годов. Большинство иммигрантов «первой волны», прибывших в Нью-Йорк, осели в квартале Гамильтон-Хайтс на северо-западе Манхэттена; дом на углу 141-й улицы с Бродвеем назывался «Русский Дом».
«Вторая волна» пришлась на 1940-е годы и была вызвана Второй Мировой войной.
«Третья волна» состояла преимущественно из русских евреев, иммигрировавших из СССР в 1970-х годах. Большинство из них осели в районе Брайтон-Бич.
«Четвертая волна» была вызвана распадом СССР в 1991 году. Большинство иммигрантов осели в районе Брайтон-Бич.

## Демография

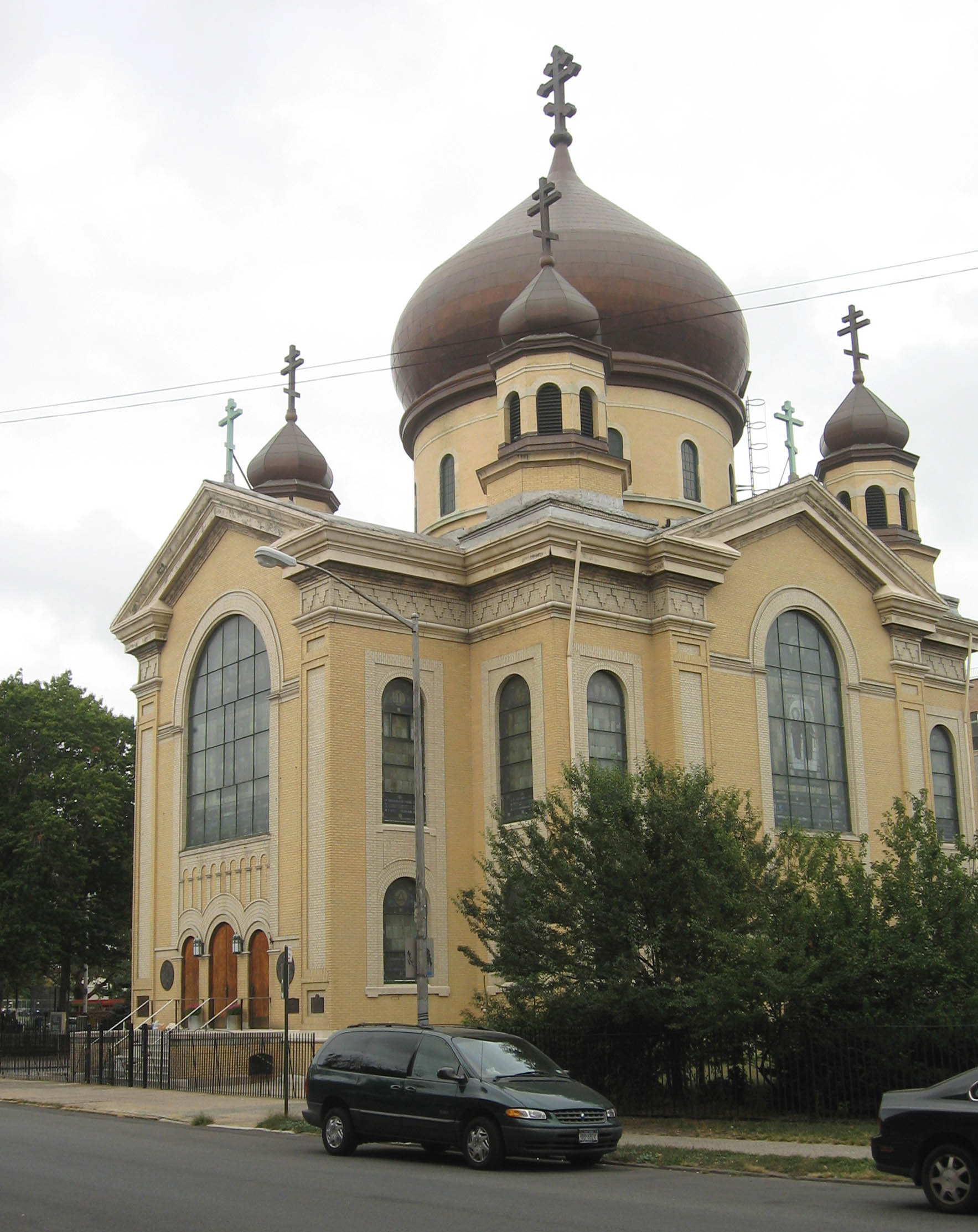
Русский православный собор Преображения Господня, Вильямсбург, Бруклин

В штате Нью-Йорк проживает около 1,6 миллиона русских американцев, причем только 100 тыс. из них родились в России.
В городе Нью-Йорке проживают около 600 тыс. русских американцев и более 220 тыс. русских евреев.
В Нью-Йорке также проживает большое количество выходцев из Центральной Азии, Украины, Беларуси и других стран бывшего СССР. Большинство из них говорят на русском языке.
Городской район Нью-Йорка является главным пристанищем для иммигрантов в Соединенные Штаты из России.
В 2010 году в Нью-Йорк иммигрировали из России 1283 человека; 1435 человек в 2011 году; 2286 в 2012 году и 1974 в 2013 году.
Брайтон-Бич остается самым крупным демографическим и культурным центром русской диаспоры в городе Нью-Йорке.
В 2014 году растущие масштабы присутствия русских иммигрантов в Бергене даже вызвали апрельскую сатиру в номере одного из новостных журналов с заглавием «Putin Moves Against Fair Lawn».

## Политика
Большинство русских американцев, имеющих паспорт США, отдают предпочтение республиканской партии США.